# 收敛酸铅
收敛酸铅是收敛酸的铅盐，化学式 C6HN3O8Pb。它是底火和雷管的成分，用于起爆感度较低的二级炸药。它微溶于水和甲醇。收敛酸铅的颜色可以从黄色变化到金色、橙色、红棕色至棕色。收敛酸铅有很多种同质异形体、水合物和碱式盐。
收敛酸铅的一水合物会形成六边形和小长方形晶体，对火和静电特别敏感。收敛酸铅不和金属反应，对撞击和摩擦的感度比雷酸汞和叠氮化铅低。即使在高温下，收敛酸铅仍然可以稳定存储。和其它铅化合物一样，收敛酸铅会导致铅中毒。

## 制备
1919年，Edmund Herz首次制备收敛酸铅。在硝酸存在下，收敛酸铅可以由收敛酸镁与乙酸铅反应而成。
{C6N3O8}MgH2O + Pb(CH3CO2)2   →   {C6N3O8}PbH2O  + Mg(CH3CO2)2

## 结构
收敛酸铅有两种同质异形体，α相和β相，都是单斜晶系的晶体。收敛酸铅的铅中心是七配位的，由桥接的氧原子结合，水合物的水分子则和金属配位并和收敛酸根产生氢键。晶体中很多Pb-O键都较短，显示一定的共价键性质。收敛酸根离子几乎和铅原子层平行。

## 性质
收敛酸铅的标准摩尔生成焓是 −835 kJ mol−1。无水的收敛酸铅的密度为2.9 g cm−3。收敛酸铅的颜色变化很多，原因仍然未知。它的爆速为5.2 km/s，在爆炸发生五秒后的爆炸温度为265–280 °C。

## 应用
收敛酸铅主要用作小型武器弹药中的一级炸药，也用作让小型人造卫星保持轨道的推进器的底火。